# Pristimantis imitatrix
Espèce
Synonymes
- Eleutherodactylus imitatrix Duellman, 1978

Statut de conservation UICN

 LC  : Préoccupation mineure
Pristimantis imitatrix est une espèce d'amphibiens de la famille des Craugastoridae.

## Répartition
Cette espèce est endémique du haut bassin amazonien au Pérou. Elle se rencontre jusqu'à 200 m d'altitude dans les régions de Huánuco et de Madre de Dios. 
Sa présence est incertaine en Bolivie.

## Étymologie
Le nom spécifique imitatrix vient du latin imitatrix, l'imitatrice, en référence à la coloration similaire de cette espèce avec certaines espèces du genre Phyllobates.

## Publication originale
- Duellman, 1978 : Three new species of Eleutherodactylus from Amazonian Peru (Amphibia: Anura: Leptodactylidae). Herpetologica, vol. 34, no 3, p. 264-270.